# União do Oeste
União do Oeste é um município brasileiro do Estado de Santa Catarina.

## Etimologia
O nome União do Oeste, surgiu devido a um acordo entre as principais lideranças, dos distritos de São Luiz e Jardinópolis, formando assim uma única comunidade, daí a razão do nome.

## História
A colonização da comunidade iniciou por volta de 1947, com a vinda dos primeiros colonos oriundos do Estado vizinho, Rio Grande do Sul, com objetivo de encontrar novas terras para cultivo. A ascendência dos colonizadores era italiana, alemã e polonesa, porém muito antes, a comunidade era povoada por caboclos. Mesmo a área colonizada sendo de relevo irregular, a adaptação e permanência dos colonizadores no local, se deram principalmente pela boa qualidade do solo encontrado. O mesmo solo é caracterizado como sendo de uma cor escura, muito fértil, próprio para produção agrícola, sem contar no fator água, encontrado em abundância tanto para consumo humano, de nascentes e lençóis d’água, como riachos e afluentes (sangas) para consumo animal.Através da Lei Estadual nº 4.137 de 18 de janeiro de 1968, foi criado o distrito de São Luis, até então pertencente ao município de Coronel Freitas.

## Geografia
Localiza-se a uma latitude 26º45'40" sul e a uma longitude 52º51'19" oeste, estando a uma altitude de 462 metros. Sua população estimada em 2004 era de 3.336 habitantes. Localiza-se a 622 km da capital catarinense.O município tem sua economia voltada para as atividades agrícolas como a produção e cultivo de milho, soja, feijão e fumo. Também tem parte de suas atividades econômicas voltadas para a bovinocultura, avicultura, suinocultura, indústrias moveleiras, têxtil, comerciárias e pequenas empresas prestadoras de serviços.

### Clima
O clima em União do Oeste é Mesotérico Úmido com temperatura média anual de 16 °C.Tem precipitação pluviométrica de 1700 a 2000 mm.Tem o solo em sua maioria do tipo combissolo litólico.

### Hidrografia
O município tem 2 rios principais que são os Rios Pesqueiro e Burro Branco.

## Cultura
União do Oeste possui uma cultura bastante peculiar. Na culinária, nas festas, e nas diversões, a cultura italiana está bastante presente, oriunda de seus povos de origens, as tradições ligadas à Igreja Católica e Evangélica estão muito presentes. Pode-se enfatizar também a presença da cultura trazida do estado vizinho, Rio Grande do Sul, ligadas à tradição gaúcha, marcada pela revolução farroupilha a qual se fez presente nos três estados do Sul do País (Rio Grande do Sul, Santa Catarina e Paraná).